# Championnat d'Irlande du Nord de football 1988-1989
Navigation
Édition précédente Édition suivante
Le 87e Championnat d'Irlande du Nord de football se déroule en 1988-1989. Linfield FC remporte son quarantième titre de champion d’Irlande du Nord avec dix points d’avance sur le deuxième Glentoran FC. Coleraine FC, complète le podium.  
Aucun système de promotion/relégation n’est mis en place.
Avec 17 buts marqués,   Stephen Baxter  de Linfield FC remporte pour la première fois le titre de meilleur buteur de la compétition.

## Les 14 clubs participants
| Club             | Stade                 | Capacité | Ville         |
| ---------------- | --------------------- | -------- | ------------- |
| Ards FC          | Castlereagh Park      | 8 000    | Newtownards   |
| Ballymena United | The Showgrounds       | 7 500    | Ballymena     |
| Bangor FC        | Clandeboye Park       | 4 000    | Bangor        |
| Carrick Rangers  | Taylor's Avenue       | 6 000    | Carrickfergus |
| Cliftonville FC  | Solitude              | 7 200    | Belfast       |
| Coleraine FC     | The Showgrounds       | 6 600    | Coleraine     |
| Crusaders FC     | Seaview               | 9 100    | Belfast       |
| Distillery FC    | New Grosvenor Stadium | 8 000    | Lisburn       |
| Glenavon FC      | Mourneview Park       | 7 300    | Lurgan        |
| Glentoran FC     | The Oval              | 14 100   | Belfast       |
| Larne FC         | Inver Park            | 6 000    | Drumahoe      |
| Linfield FC      | Windsor Park          | 20 500   | Belfast       |
| Newry Town       | The Showgrounds       | 6 500    | Newry         |
| Portadown FC     | Shamrock Park         | 5 800    | Portadown     |

## Compétition

### Classement
Le classement est établi sur le barème de points classique (victoire à 3 points, match nul à 1, défaite à 0).
| Rang | Équipe             | Pts | J  | G  | N  | P  | Bp | Bc | Diff |
| ---- | ------------------ | --- | -- | -- | -- | -- | -- | -- | ---- |
| 1    | Linfield FC        | 65  | 26 | 21 | 2  | 3  | 58 | 19 | +39  |
| 2    | Glentoran FC T     | 55  | 26 | 17 | 4  | 5  | 60 | 29 | +31  |
| 3    | Coleraine FC       | 50  | 26 | 15 | 5  | 6  | 42 | 23 | +19  |
| 4    | Bangor FC          | 45  | 26 | 12 | 9  | 5  | 42 | 30 | +12  |
| 5    | Glenavon FC        | 44  | 26 | 13 | 5  | 8  | 47 | 34 | +13  |
| 6    | Portadown FC       | 39  | 26 | 10 | 9  | 7  | 29 | 19 | +10  |
| 7    | Cliftonville FC    | 36  | 26 | 9  | 9  | 8  | 42 | 30 | +12  |
| 8    | Carrick Rangers    | 36  | 26 | 11 | 3  | 12 | 29 | 40 | -11  |
| 9    | Ballymena United C | 29  | 26 | 6  | 11 | 9  | 33 | 41 | -8   |
| 10   | Larne FC           | 28  | 26 | 6  | 10 | 10 | 38 | 38 | 0    |
| 11   | Newry Town         | 26  | 26 | 7  | 5  | 14 | 33 | 43 | -10  |
| 12   | Crusaders FC       | 20  | 26 | 5  | 5  | 16 | 22 | 47 | -25  |
| 13   | Ards FC            | 18  | 26 | 4  | 6  | 16 | 25 | 54 | -29  |
| 14   | Distillery FC      | 12  | 26 | 3  | 3  | 20 | 20 | 73 | -53  |

| Légende : Qualifications et relégations | Légende : Qualifications et relégations                                      |
| --------------------------------------- | ---------------------------------------------------------------------------- |
|                                         | Coupe d'Europe des Clubs champions 1989-1990                                 |
|                                         | Coupe d'Europe des vainqueurs de coupe 1989-1990                             |
|                                         | Coupe UEFA 1989-1990                                                         |
|                                         | Relégation en deuxième division                                              |
|                                         | T : Tenant du titre C : Vainqueurs de la Coupe d'Irlande du Nord de football |

## Bilan de la saison
| Tableau d'Honneur                         |                  |
| Compétition                               | Vainqueur        |
| Championnat d'Irlande du Nord de football | Linfield FC      |
| Coupe d'Irlande du Nord de football       | Ballymena United |

| Promotions et relégations |       |
| Relégués                  | Aucun |
| Promus                    | Aucun |

## Statistiques

### Meilleur buteur
1. Stephen Baxter, Linfield FC, 17 buts